# Adela Basch
Adela Basch es una escritora, dramaturga, poeta y traductora argentina. Estudió Letras en la Universidad de Buenos Aires, fue miembro de la Comisión Directiva de ALIJA. Dirigió colecciones de literatura infantil y juvenil en varias editoriales y en 2002 fundó Ediciones Abran Cancha. Realizó también varias traducciones.

## Obras
Publicó, entre otras obras:
- Oiga, chamigo Aguará (1985);
- El planeta de los aljenfios (1989)
- Abran cancha, que aqui viene Don Quijote de la Mancha  costa (1992);[10]
- José de San Martín caballero del principio al fin (2002);
- Ulises, por favor, no me pises (2003);
- ¡Que sea la Odisea! (2009);
- Contemos uno, dos, tres y viajemos a 1810 (2010)
- Las empanadas criollas, son una joya (2010),
- El reglamento es el reglamento (2003),
- Belgrano hace bandera y le sale de primera
- ¿Quién me quita lo talado?,
- El velero desvelado,
- En el recreo me divierto y leo,
- Minutos a toda hora,
- Teatro por tres de la cabeza a los pies, con la colaboración de Alejandra Erbiti y Fabián Sevilla, *Dos por cuatro (teatro),
- Divinas adivinaciones, con colaboración de Alejandra Erbiti y "Las obras del cocinero"
- Todas las letras hacen piruetas[11]

## Premios
Ha recibido muchos premios y menciones, entre ellos el Premio Argentores 1982 por El velero desvelado; mención en el Premio Nacional de Literatura Infantil 1995 por el libro El extraño caso del amigo invisible; mención premio COCA-COLA 1987 de Literatura Infantil, Premio Destacado de ALIJA 2002 por su obra de teatro José de San Martín, caballero del principio a su fin; y en 2014. Diploma al mérito -Premio Konek en 2014, entre otros.